# Jon Vincent
Jon Vincent (ook wel bekend als Dave Phillips en John St. Vincent) (New Orleans, 12 december 1962 - New York, 3 mei 2000) was een Amerikaans pornoacteur die optrad in homo- en biseksuele pornografie. Hoewel hij in minder dan 40 films optrad wordt hij gezien als een pornolegende. 

## Achtergrond
Zijn werkelijke naam was Jeffrey James Vickers. Vincent stond bekend om zijn gespierde lichaam en zijn mannelijke houding. Hij stond ook bekend om zijn vieze praat en het zeggen van harde en degraderende dingen tegen de mannen waarmee hij seks had in de films. Hij was regelmatig ruw met zijn medespelers en heeft zelfs eens zijn vuist door de muur geslagen tijdens een onenigheid met de regisseur.
Hij was co-auteur van zijn biografie Thousand and One Night Stands. 
Hij groeide op in Louisiana, en wilde professioneel honkballer worden, en tekende bij de Kansas City Royals toen hij twintig was, maar of hij werd ontslagen toen hij betrokken raakte bij de verkoop van cocaïne, of hij kreeg een blessure die een punt achter zijn honkbalcarrière zette. Op een gegeven moment kreeg hij een verhouding met een andere pornoacteur, Joey Stefano. Hoewel hij in zijn biografie alleen vermeld dat hij seks had met blanken of latino's, schrijft Britse pornoster Blue Blake in zijn autobiografie dat Vincent in werkelijkheid Afro-Amerikaanse mannen prefereerde.
Vincent was een "thrill junkie': een dwangmatige zoeker naar seksueel avontuur, fysiek gevaar, steroïden, alcohol, cocaïne en uiteindelijk heroïne. De heroïne was sterker dan hij; het nam zijn leven over en doodde hem uiteindelijk. Hij was al decennialang aan drugs verslaafd, en stierf aan een overdosis heroïne. Hij is bijgezet bij zijn vader in het familiegraf in Baton Rouge.

## Videografie
- 9 Inch Males (2000)
- Every Inch a Man (1998)
- The Bite (1998)
- Bad Boys (1997)
- Aaron Austin: A Day in the Life of (1996)
- Tommy Boy (1995)
- Autobiography of a Slave (1993)
- Blue Collar, White Heat (1993)
- Chains of Passion (1993)
- Idol Thoughts (1993)
- Lords of Leather (1993)
- The Big Merger (1992)
- Bi Intruder (1991)
- The Bi-Analist (1991)
- Deep Inside Jon Vincent (1990)
- Hard Knocks (1990)
- Revenge: More Than I Can Take (1990)
- Heavenly (1998)
- Switch Hitters: Part III (1988) (als John St. Vincent)
- Down for the Count (1987)
- The Switch Is On (1985)

- Library of Congress Control Number: nr2003039388
- Virtual International Authority File: 2415432
- WorldCat: E39PBJcWvK8jKhHxqB7yPdgtKd